# 粕壁東
粕壁東（かすかべひがし）は、埼玉県春日部市の町丁。現行行政地名は粕壁東一丁目から粕壁東六丁目。住居表示実施地区。郵便番号は344-0062。

## 地理
埼玉県の東部地域で、春日部市の中央部に位置する。町域を国道4号が縦断している。地区北端部を大落古利根川が東西に流れる。

### 地価
住宅地の地価は、2021年（令和3年）1月1日の公示地価によれば、粕壁東二丁目14番17号の地点で9万5800円/m2となっている。

## 歴史
- 1975年（昭和50年）3月1日：住居表示実施により、春日部市大字粕壁の一部から粕壁東一丁目 - 六丁目が成立[5]。
- 1980年（昭和55年）11月：埼玉県が地内に埼玉県春日部福祉センターを建設し開館する[6]。
- 1983年（昭和58年）4月：地内の国立薬用植物栽培試験場（春日部薬草園）跡地が再開発され、春日部市立図書館（現・春日部市立中央図書館）が移転、春日部市民文化会館が新設される。
- 1985年（昭和60年）11月28日：地内の春日部薬草園の隣接地が再開発され、大型商業施設ロビンソン百貨店が開業する。
- 2005年（平成17年）
  - 4月 - 地内の埼玉県春日部福祉センターが県から市に移管され、春日部市商工振興センターとする[6]。
  - 10月1日：春日部市と北葛飾郡庄和町が合併し、新たな春日部市が発足[7]。同市の町丁となる[8]。
- 2017年（平成29年）：地内の春日部市商工振興センターが老朽化のため廃止される[6]。
- 2025年（令和7年）6月10日：地内の春日部市商工振興センター跡地にコープかすかべテラスがオープンし、労働基準監督署とハローワーク春日部が移転する[9][10]。

## 世帯数と人口
2017年（平成29年）10月1日時点の世帯数と人口は、以下のとおりである。
| 丁目         | 世帯数    | 人口     |
| ------------ | --------- | -------- |
| 粕壁東一丁目 | 1,024世帯 | 2,183人  |
| 粕壁東二丁目 | 594世帯   | 1,303人  |
| 粕壁東三丁目 | 870世帯   | 1,922人  |
| 粕壁東四丁目 | 701世帯   | 1,634人  |
| 粕壁東五丁目 | 792世帯   | 1,804人  |
| 粕壁東六丁目 | 649世帯   | 1,495人  |
| 計           | 4,630世帯 | 10,341人 |

## 小・中学校の学区
市立小・中学校に通う場合、学区（校区）は以下のとおりとなる。
| 丁目         | 区域 | 小学校               | 中学校                 |
| ------------ | ---- | -------------------- | ---------------------- |
| 粕壁東一丁目 | 全域 | 春日部市立粕壁小学校 | 春日部市立春日部中学校 |
| 粕壁東二丁目 | 全域 | 春日部市立粕壁小学校 | 春日部市立春日部中学校 |
| 粕壁東三丁目 | 全域 | 春日部市立粕壁小学校 | 春日部市立春日部中学校 |
| 粕壁東四丁目 | 全域 | 春日部市立粕壁小学校 | 春日部市立春日部中学校 |
| 粕壁東五丁目 | 全域 | 春日部市立粕壁小学校 | 春日部市立春日部中学校 |
| 粕壁東六丁目 | 全域 | 春日部市立粕壁小学校 | 春日部市立春日部中学校 |

## 交通

### 鉄道
東武伊勢崎線（東武スカイツリーライン）・東武野田線（東武アーバンパークライン）の春日部駅が、粕壁東一丁目に近接する位置にある（駅の所在地は粕壁一丁目）。また、粕壁東五丁目・六丁目の各南縁を東武野田線（東武アーバンパークライン）が通るが、駅はない。最寄り駅は地点によって異なり、春日部駅のほか、東武伊勢崎線（東武スカイツリーライン）の一ノ割駅、東武野田線（東武アーバンパークライン）の藤の牛島駅を最寄りとする地点もある。

### 道路
- 国道4号（日光街道）
- 埼玉県道2号さいたま春日部線（かすかべ大通り）
- 埼玉県道10号春日部松伏線
- 陸橋通り
- 学校どおり
- 古利根きらめき通り

## 地域

### 寺社
- 賢住寺
- 真蔵院
- 源徳寺
- 東陽寺
- 東八幡神社
- 八坂神社
- 日枝神社

### 公園
- 元町公園
- まちなみ公園 - かつて春日部市役所が立地していた。市役所移転後は図書館の用地に転用された。
- 粕壁東第1公園
- 粕壁東第2公園
- 粕壁東第3公園
- 一宮町ちびっ子広場

### 施設
地内は春日部駅に近く、数多くの商業施設が立地する。
- 春日部市民文化会館
- 春日部市教育センター
  - 春日部市郷土資料館
- 東町会館
- 国土交通省 春日部国道出張所
- 春日部消防署東分署
- 春日部市立中央図書館 - 春日部薬草園だった名残としてミニ薬草園を併設
- 春日部市立粕壁小学校
- 埼玉県立春日部女子高等学校
- 春日部幼稚園
- 三愛保育園
- コープかすかべテラス - 複合施設
  - 労働基準監督署
  - ハローワーク春日部
- 匠大塚 春日部本店 - 旧ロビンソン百貨店本社・春日部店

過去の施設
- 春日部市商工振興センター - 旧、埼玉県春日部福祉センター。跡地は上記のコープかすかべテラスとなっている。

## 出身・ゆかりのある人物
- 田村新蔵（埼玉県多額納税者、洋紙、砂糖、小麦粉販売業、農業、東武商事代表取締役、粕壁町会議員）

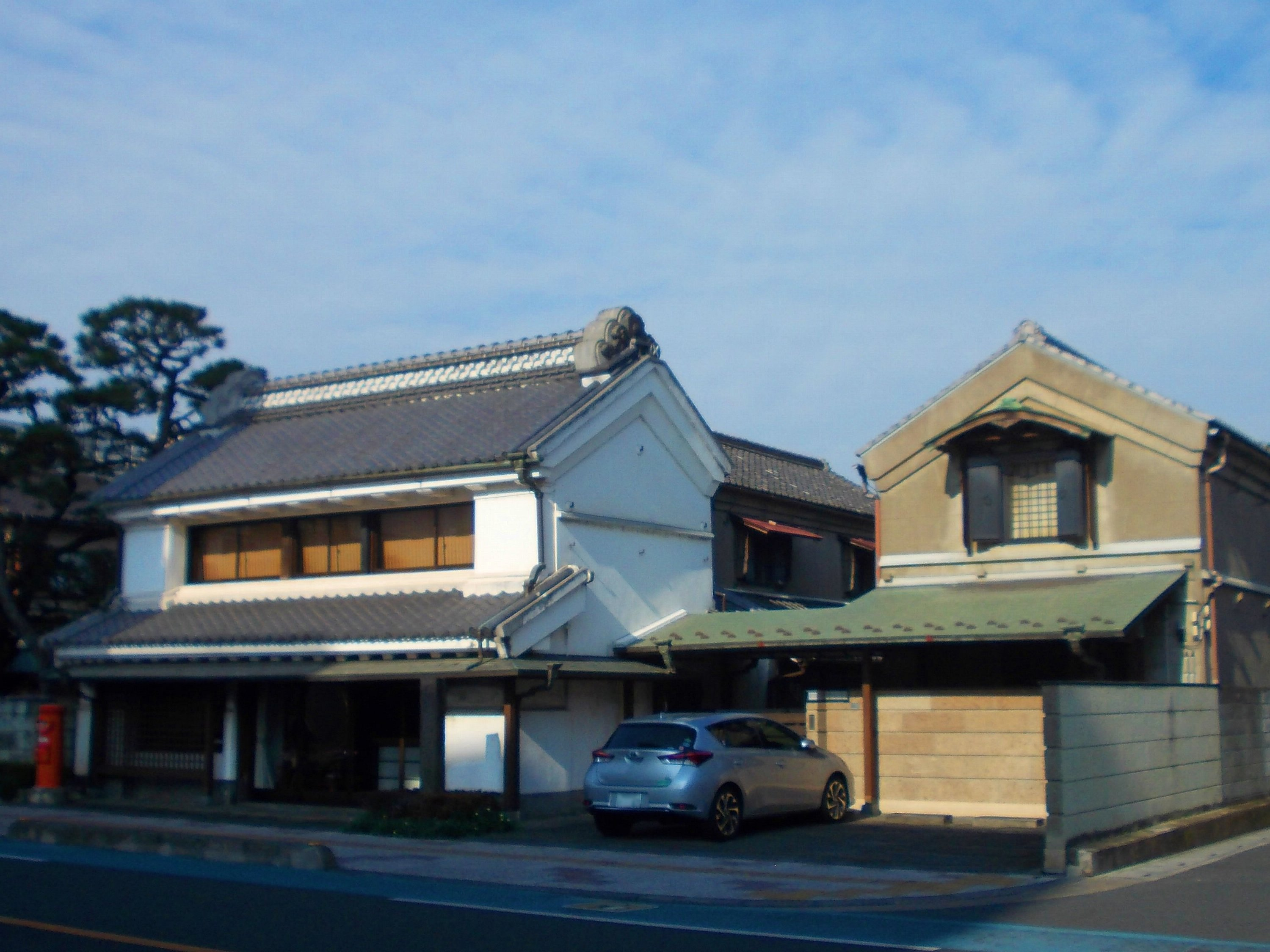
田村家